# تپه ده کن ۲
تپه ده کن ۲ مربوط به دوره اسلامی قرن ۶ تا ۸ ه.ق است و در شهرستان تکاب، بخش مرکزی، دهستان انصار، روستای آق قلعه واقع شده است. این اثر در تاریخ ۳۰ دی ۱۳۸۵ با شمارهٔ ثبت ۱۶۸۱۳ به عنوان یکی از آثار ملی ایران به ثبت رسیده است.